# نیل سایمون (سیاستمدار)
نیل جری سیمون (زاده ۱ مه ۱۹۶۸) یک مدیر اجرایی تجاری و رهبر جامعه در پوتوماک، مریلند است.
در سال ۲۰۱۸، سایمون به عنوان یک نامزد مستقل برای مجلس سنای ایالات متحده در مریلند در یک پلتفرم میانه‌روی سیاسی نامزد شد. اگرچه او در یک نظرسنجی به ۱۸ درصد رسید، اما در نهایت کمتر از ۴ درصد آرا را به دست آورد.
سیمون چهار تجارت را رهبری کرده و در هیئت مدیره چندین مؤسسه غیرانتفاعی پیشرو مریلند خدمت کرده است. او مدیرعامل برونفمن روچیلد بود که تا زمان فروش آن در می ۲۰۱۹ را مدیریت کرد. از سال ۲۰۰۶ تا ۲۰۰۸، سیمون رئیس هیئت مدیره بنیاد جامعه شهرستان مونتگومری بود و در سال ۲۰۱۶ سیمون به عنوان رئیس هیئت مدیره بنیاد جامعه واشینگتن بزرگ انتخاب شد.